# 156
Вижте пояснителната страница за други значения на 156.
156 (сто петдесет и шеста) година по юлианския календар е високосна година, започваща в сряда. Това е 156-а година от новата ера, 156-а година от първото хилядолетие, 56-а година от 2 век, 6-а година от 6-о десетилетие на 2 век, 7-а година от 150-те години. В Рим е наричана Година на консулството на Силван и Авгурин (или по-рядко – 909 Ab urbe condita, „909-а година от основаването на града“).

## Събития
- Консули в Рим са Марк Цейоний Силван и Гай Серии Авгурин.
- Около 156 г. – възникване на ереста монтанизъм в Мизия (Мала Азия).